# I liga paragwajska w piłce nożnej (1964)
Mistrzem Paragwaju został klub Club Guaraní, natomiast wicemistrzem Paragwaju, ze względu na jednakową liczbę punktów, zostały dwa kluby – Club Nacional i Cerro Porteño.
Mistrzostwa rozegrano systemem każdy z każdym mecz i rewanż. Najlepszy w tabeli klub został mistrzem Paragwaju.
Do turniejów międzynarodowych zakwalifikowały się następujące kluby:
- Copa Libertadores 1965: Club Guaraní

Do drugiej ligi spadł klub Club Sol de América, a ponieważ nikt nie awansował, liga zmniejszona została z 10 do 9 klubów.

## Primera División

### Tabela końcowa sezonu 1964
| Poz | Klub                  | Mecze | Punkty |
| --- | --------------------- | ----- | ------ |
| 1   | Club Guaraní          | 18    | 25     |
| 2   | Club Nacional         | 18    | 22     |
| 3   | Cerro Porteño         | 18    | 22     |
| 4   | Sportivo San Lorenzo  | 18    | 20     |
| 5   | Club River Plate      | 18    | 17     |
| 6   | Club Rubio Ñú         | 18    | 17     |
| 7   | Club Olimpia          | 18    | 16     |
| 8   | Club Presidente Hayes | 18    | 16     |
| 9   | Club Libertad         | 18    | 13     |
| 10  | Club Sol de América   | 18    | 12     |

Baraż o utrzymanie się w pierwszej lidze
- Sportivo Luqueño – Club Libertad 3:1 i 0:1, dod. 0:1

Sportivo Luqueño pozostał w drugiej lidze, a Club Libertad w pierwszej

## Klasyfikacja strzelców w sezonie 1964
| Gole | Piłkarz       | Klub                |
| ---- | ------------- | ------------------- |
| 8    | Genaro García | Club Guaraní        |
| 8    | Atanasio Jara | Club Sol de América |